# Muscles
Muscles ist ein Lied von Diana Ross aus dem Jahr 1982, das von Michael Jackson geschrieben und produziert wurde. Es erschien auf dem Album Silk Electric.

## Geschichte
Das Lied wurde nach Jacksons Schlange benannt. Im Song drückt die Protagonistin ihren Wunsch nach einem starken, kräftigen Liebhaber, wie einem Bodybuilder aus, der sie beschützt. Der Text basiert auf Ross’ Vorlieben für starke Männer.
Das Lied war 1982 ein Top-Ten-Hit in den Vereinigten Staaten und blieb 6 Wochen auf Platz 10. In den R&B-Charts erreichte der Titel Platz 4. Es war die erste Single-Auskopplung aus ihrem Gold prämiertem Album Silk Electric. Der Titel verhalf Ross zu ihrer zwölften und letzten Grammy-Nominierung in der Kategorie „Best Female R&B Vocal Performance“.
Auf der B-Seite zu Muscles ist der Titel I Am Me enthalten. Musikalisch ist Muscles ein R&B- und Soul-Song.

## Musikvideo
Im Musikvideo träumt Diana Ross im Bett von einem Bodybuilder. In einer Szene fliegt Diana Ross über eine Landschaft, es stellt sich anschließend heraus, dass die Landschaft der Körper des Bodybuilders war.

## Coverversionen
- 1997: Peter Rauhofer & Suzanne Palmer
- 2000: Lil’ Kim
- 2006: Young Jeezy